# 독일의 자동차 산업

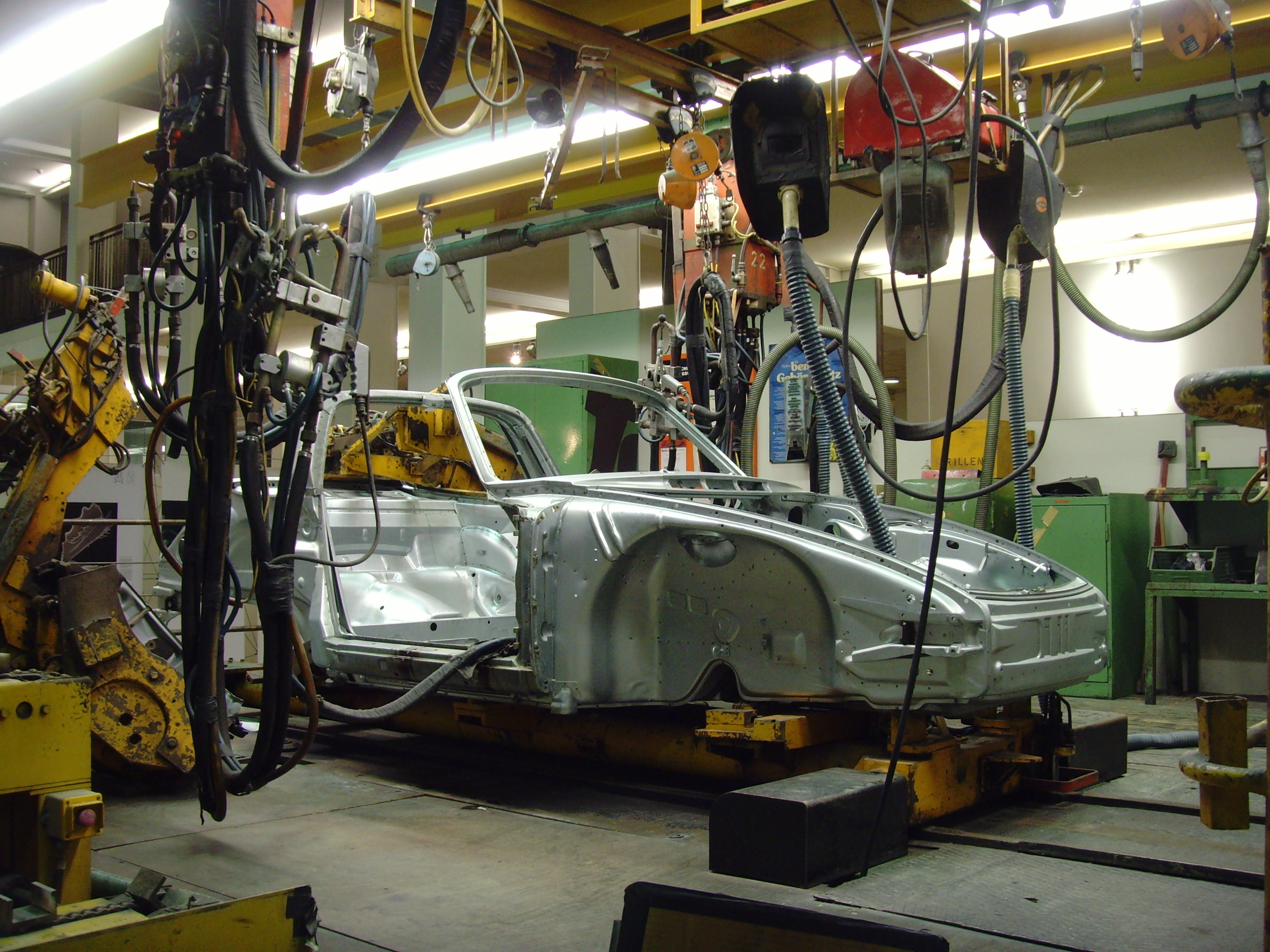
포르쉐 911 조립, 만하임 주립 기술 및 노동 박물관, 2008

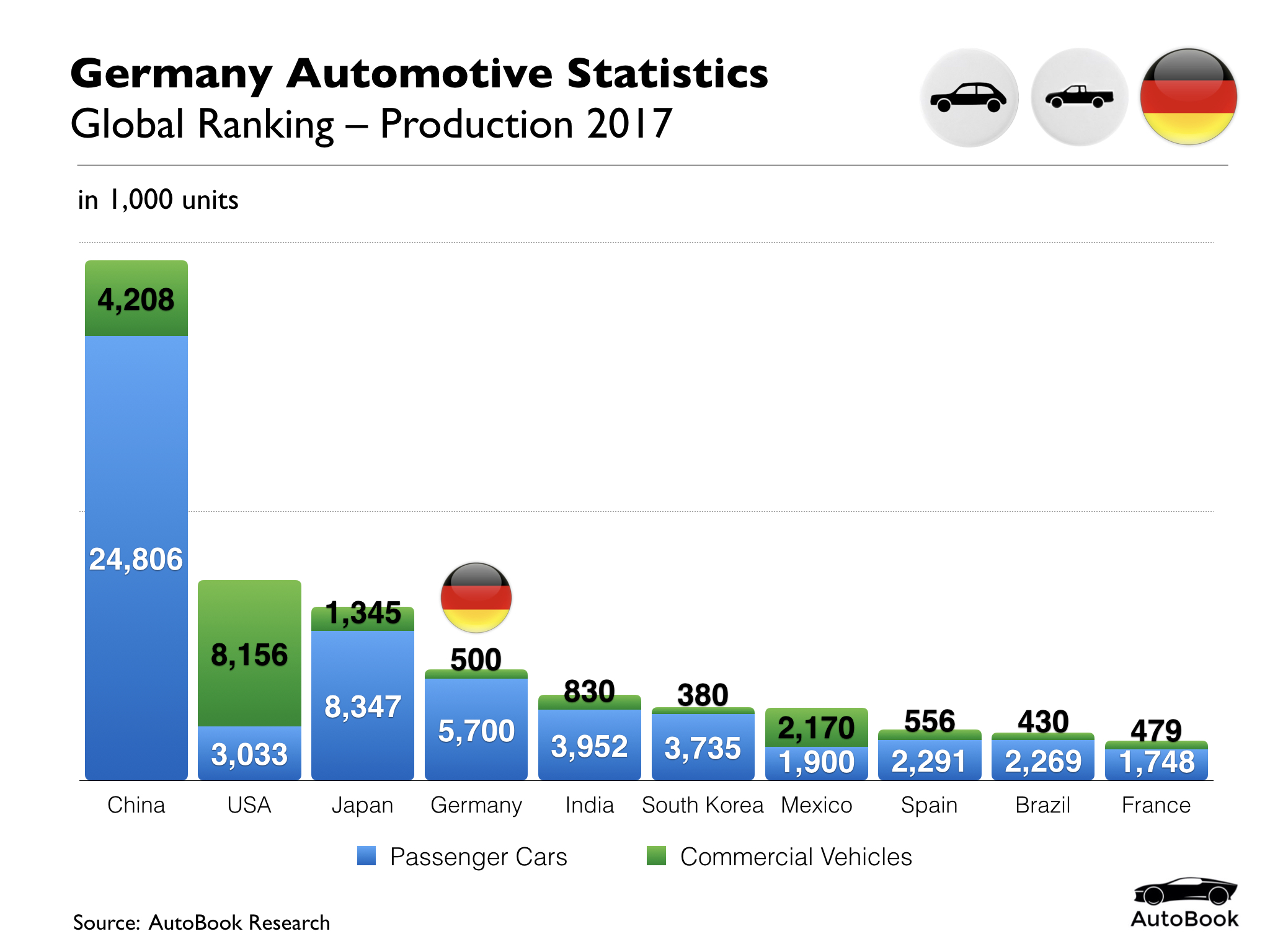
2017년 독일 자동차 생산량

독일의 자동차 산업은 857,336명(2016년) 이상의 인력이 산업에 종사하고 있어 독일에서 가장 큰 고용주 중 하나이다.
현대 자동차의 본고장인 독일 자동차 산업은 세계에서 가장 경쟁력 있고 혁신적인 산업 중 하나로 평가되며, 세계 3위의 자동차 생산국이며, 총 자동차 생산량으로는 7위이다. 연간 약 400만 대의 생산량과 유럽 연합 (2017년)에서 31.5%의 점유율을 기록한 독일산 자동차는 유럽 올해의 차, 국제 올해의 차, 세계 올해의 차 연간 시상식에서 모든 국가 중 가장 많은 수상 기록을 가지고 있다. 폭스바겐 비틀과 포르쉐 911은 세기의 자동차 상에서 각각 4위와 5위를 차지했다.

## 역사

### 초기 역사

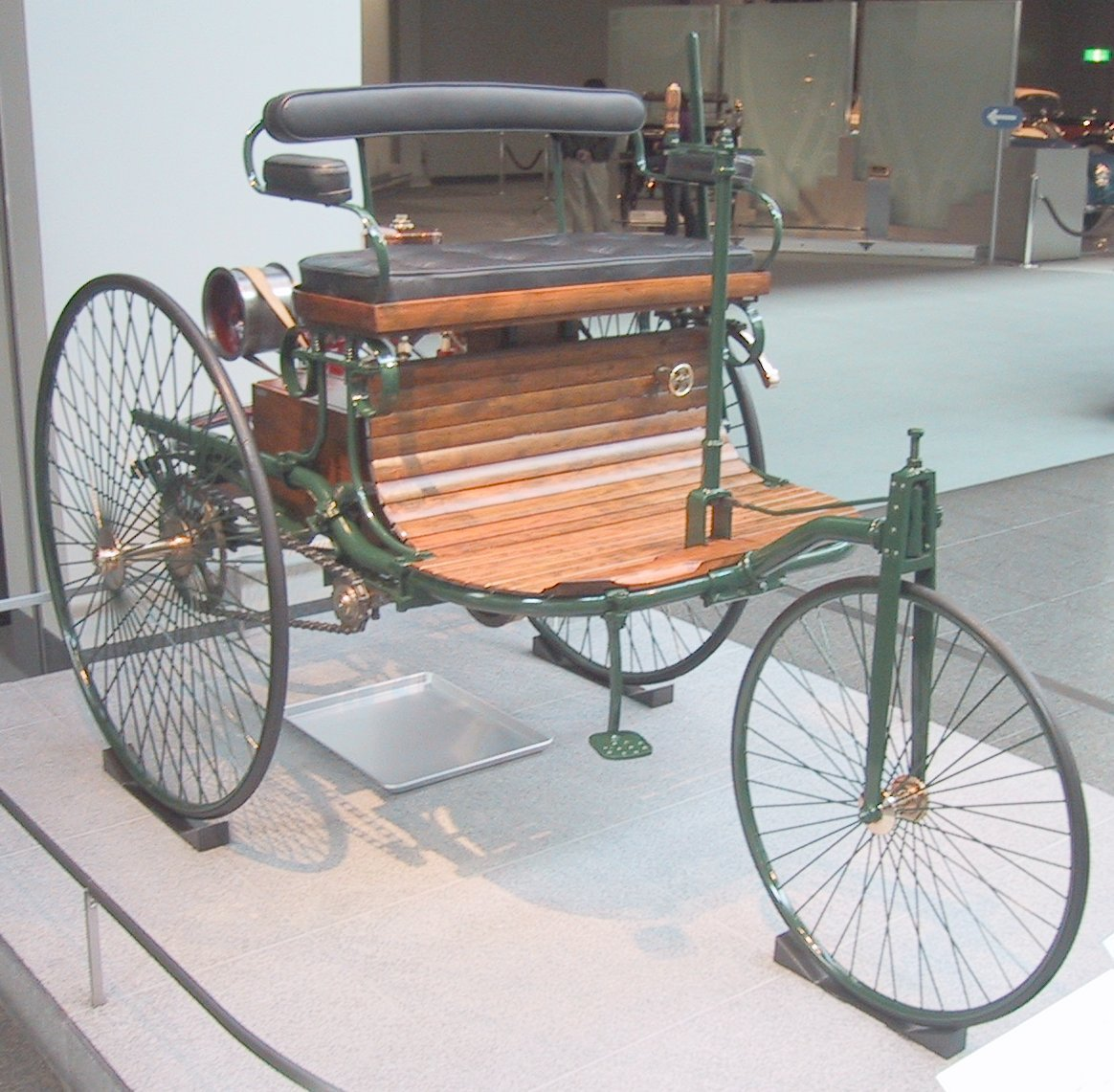
카를 벤츠의 1885년 페이턴트 모터바겐 (복제품). 세계 최초의 내연 기관 구동 양산형 자동차로 여겨진다.

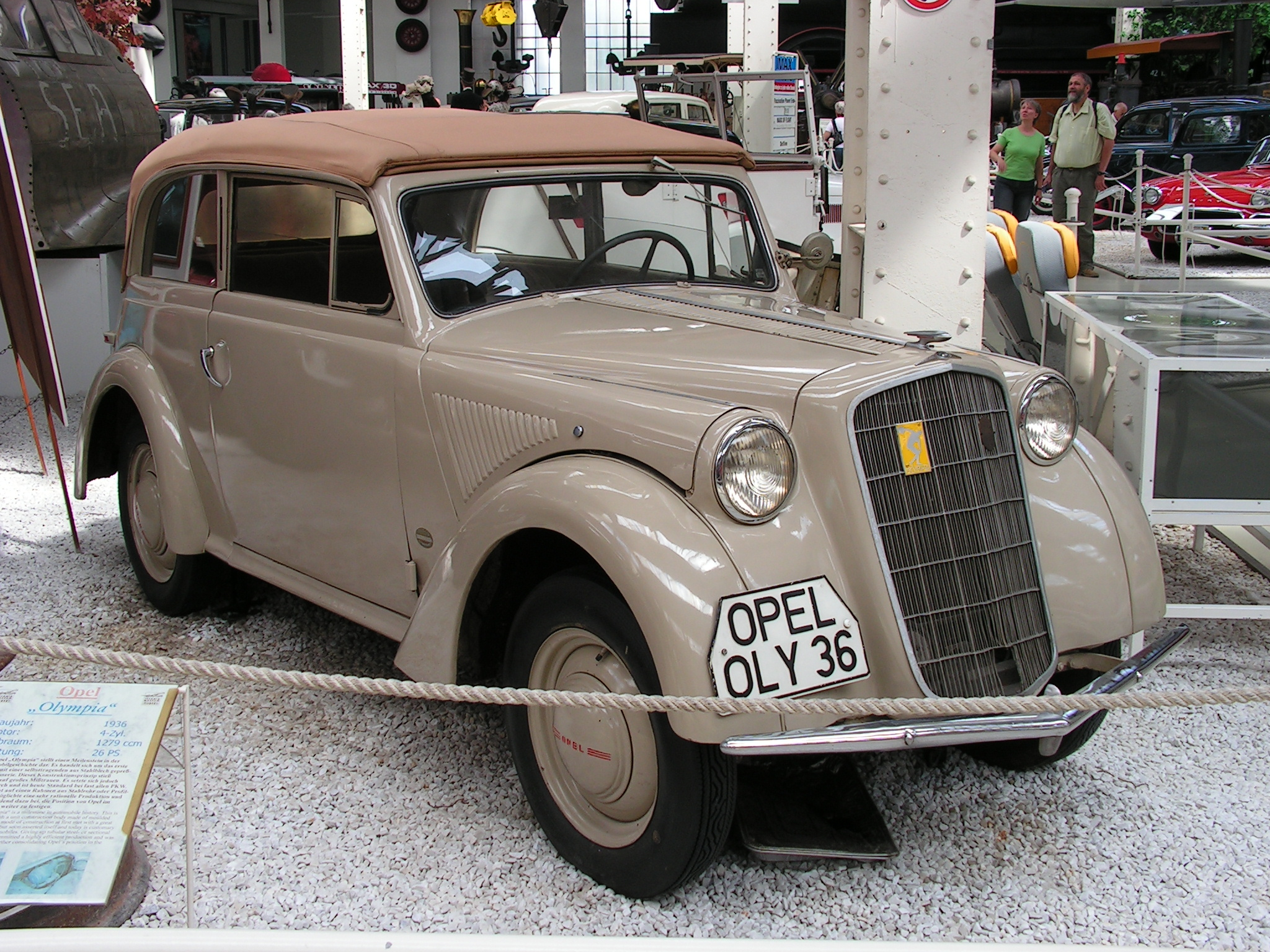
오펠 올림피아 (1935–1937)

자동차 개척자인 카를 벤츠 (나중에 메르세데스-벤츠를 설립한 인물)와 니콜라우스 오토는 1870년대 후반에 4행정 내연기관을 개발했다. 벤츠는 1887년에 자신의 설계를 마차에 적용하여 현대 자동차로 이어졌다. 1901년까지 독일은 연간 약 900대의 자동차를 생산했다. 1926년에는 카를 벤츠와 고틀리프 다임러의 전신 회사들이 합병하여 다임러-벤츠를 설립했고, 메르세데스-벤츠 상표로 자동차를 생산했다. BMW는 1916년에 설립되었지만, 1928년이 되어서야 자동차 생산을 시작했다.
미국인 경제학자 로버트 A. 브래디는 1920년대 독일 산업을 형성한 합리화 운동을 광범위하게 기록했으며, 이 운동의 일반적인 모델이 자동차 산업에도 적용되었지만, 이 부문은 1918-1933년 바이마르 공화국 말기에는 건강하지 못했다. 독일 자동차 산업의 더딘 발전은 제너럴 모터스 (1929년 독일 회사 오펠 인수) 및 포드 모터 컴퍼니 (1925년부터 성공적인 독일 자회사 포드-베르케 유지)와 같은 주요 미국 자동차 제조업체에게 독일 시장을 열어주었다.
1930년대 초 대공황으로 인한 세계 경제의 붕괴는 독일 자동차 산업을 심각한 위기로 몰아넣었다. 1920년대 독일에는 86개의 자동차 회사가 존재했지만, 다임러-벤츠, 오펠 및 포드의 쾰른 공장을 포함하여 단 12개만이 대공황에서 살아남았다. 독일의 주요 자동차 제조업체 중 4개인 호르히, 담프 크라프트 바겐 (DKW), 반더러 및 아우디는 1932년에 아우토우니온이라는 합작 투자를 형성했으며, 이는 독일의 대공황 회복에 주도적인 역할을 할 것이다.
독일 자동차 산업의 전환점은 1933년 나치당 집권 이후 1930년대 중반에 찾아왔다. 나치당은 Motorisierung ("자동차화")라는 정책을 도입했는데, 아돌프 히틀러 자신도 이 정책을 국민의 생활 수준을 높여 나치 정부의 정당성을 확보하려는 시도의 핵심 요소로 간주했다. 주요 공도 계획의 개발 및 확장 (1935년 최초의 아우토반 완공) 외에도, 폭스바겐 프로젝트는 튼튼하면서도 저렴한 "국민차"를 설계하고 제작하는 것을 목표로 했으며, 그 결과물이 1937년에 발표된 폭스바겐 비틀이다. 볼프스부르크 (1945년부터 볼프스부르크로 알려짐)라는 새 도시는 거대한 노동력을 수용하기 위해 폭스바겐 공장 주변에 생겨났지만, 폭스바겐 생산은 1940년에 군용 생산으로 전환되었다.

### 전후 시대

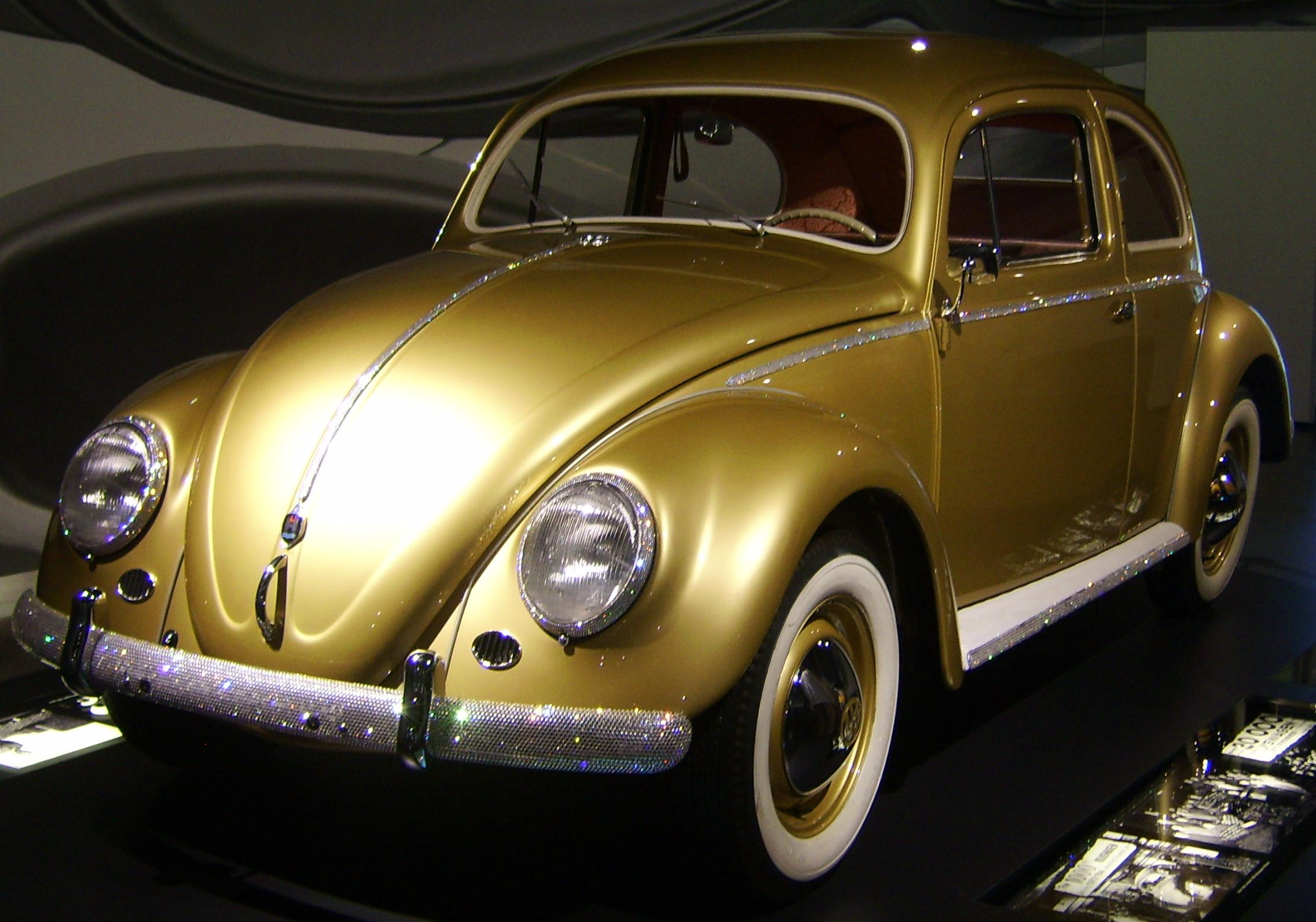
백만 번째 타입 1, 폭스바겐 비틀

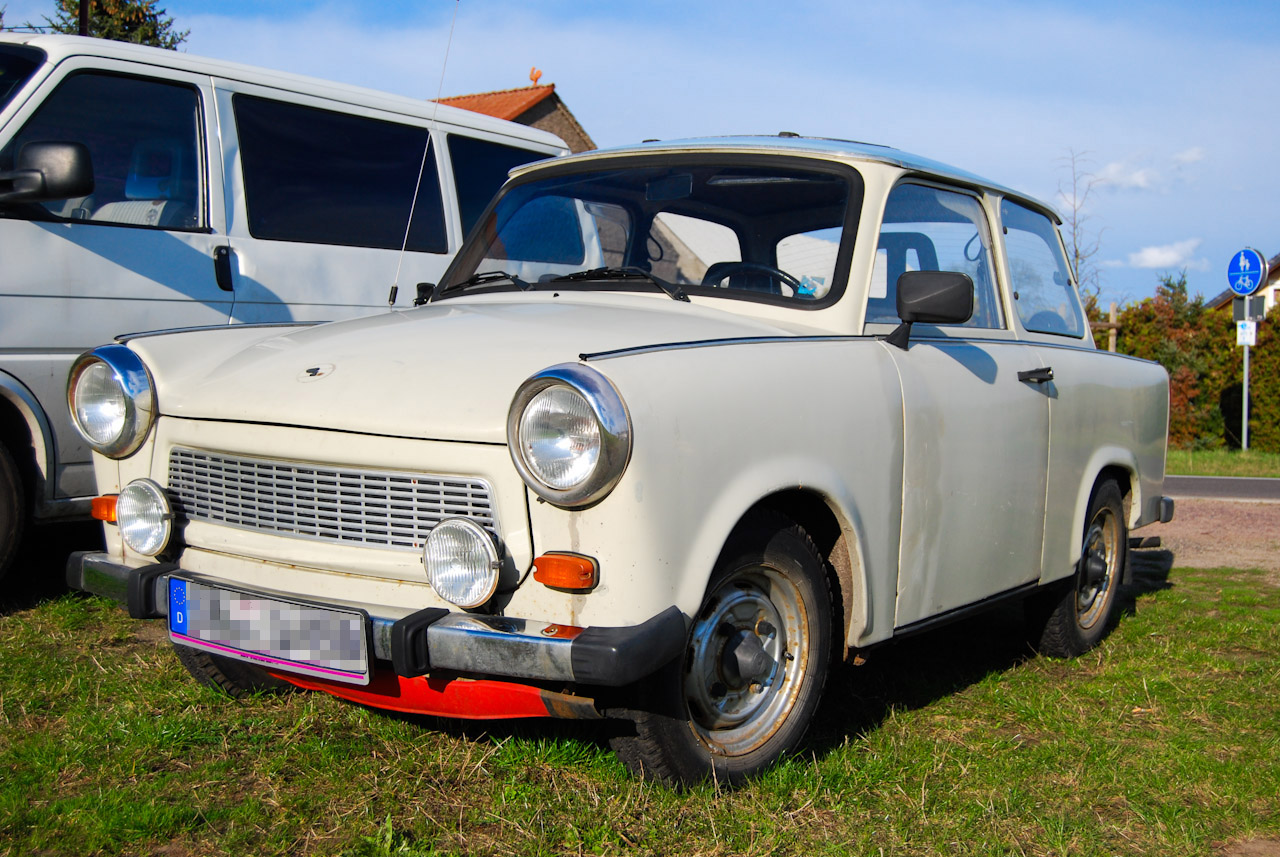
트라반트 601 "De Luxe 리무진"

제2차 세계 대전이 끝날 무렵, 대부분의 자동차 공장은 파괴되거나 심하게 손상되었다. 또한 독일의 동부 지역은 소련의 통제하에 있었고, 소련은 남은 기계의 상당 부분을 해체하여 전쟁 배상금으로 소련으로 돌려보냈다. 마이바흐와 아들러 (자동차)와 같은 일부 제조업체는 다시 시작했지만, 승용차 생산은 계속하지 않았다. 볼프스부르크에 있는 폭스바겐 생산 시설은 1945년에 폭스바겐 비틀 (타입 1) 생산을 계속했으며, 이는 전쟁 전에 (KdF-Wagen이라는 이름으로) 생산하려던 자동차였지만, 전쟁 중에 공장이 군용 트럭 생산으로 전환되었다. 1955년까지 폭스바겐은 100만 대의 폭스바겐 비틀을 생산했고, 1965년까지는 1000만 대를 생산하여 국내 시장뿐만 아니라 수출 시장에서도 인기를 얻었다. 다른 자동차 제조업체들도 공장을 재건하고 천천히 생산을 재개했으며, 초기 모델들은 대부분 전전 디자인을 기반으로 했다. 메르세데스-벤츠는 1946년에 전전 디자인인 170 시리즈로 생산을 재개했다. 1951년에는 보다 현대적인 엔진을 탑재한 220 시리즈와 300 시리즈를 선보였다. 오펠은 1947년에 전전 자동차인 오펠 올림피아를, 1948년에는 오펠 카피탄을 부활시켰다. (오펠 카데트의 공구는 소련에 의해 회수되어 모스크비치 400-420을 만드는 데 사용되었으며, 1945년에 트럭 생산을 재개한 포드 공장은 1948년에 전전 모델인 포드 20M을 생산하기 시작했다. 포르쉐는 1948년에 포르쉐 356 스포츠카 생산을 시작했으며, 1964년에는 오랫동안 생산된 포르쉐 911로 대체했다 (이 모델은 50년 이상 여러 차례의 변화를 거쳐 현재까지 생산되고 있다).
보르크바르트는 1949년에 생산을 시작했고, 골리앗, 로이드, 구트로트, 아우토우니온 (DKW)은 1950년에 시작했다. BMW의 전후 첫 자동차는 1952년에 나온 고급차인 BMW 501과 BMW 502였다. 1957년에 NSU 모토렌베르케는 자동차 시장에 재진입했다.
전후 동독의 자동차 제조업체로는 아이제나허 모토렌베르크 (EMW) (바르트부르크도 생산), VEB 작센링 아우토모빌베르케 츠비카우 (IFA F8 (DKW F8에서 파생) 및 트라반트 생산)가 있었다. 동독의 공산주의 국가 지위는 이 자동차들의 비교적 원시적인 디자인과 완성도에 반영되었지만, 이들은 공산주의 통치 종식과 독일의 재통일 직후인 1990년대 초까지 생산이 계속되었다.
전후 EMW의 초기 생산은 본질적으로 전전 BMW 326 및 BMW 327 모델이었는데, 이는 아이제나흐 공장이 이전에 BMW 소유였기 때문이다.
1950년대 중반부터 후반까지, 버블카가 인기를 얻었다. BMW는 BMW 이세타와 BMW 600으로 가장 큰 제조업체였다. 다른 브랜드로는 메서슈미트 KR175와 KR200, 하인켈 카비네, 췬답 야누스 등이 있었다. 글라스 고고모빌, BMW 700, 로이드 600과 같은 마이크로카도 인기가 있었다. 그러나 "버블카" 개념은 1970년까지 버려졌다.
1950년대 후반, BMW는 재정난에 처했고 회사의 통제권은 콴트 가문에 인수되었다. BMW는 1966년에 글라스를 인수했다. 1961년에는 골리앗과 로이드를 포함한 보르크바르트 자동차 그룹이 파산했다. 1958년에 아우토우니온은 다임러 AG에 인수되었지만, 1964년부터 1966년까지 단계적으로 폭스바겐 AG에 매각되었다 (이때 DKW 브랜드는 단종되고 아우디 이름이 부활했다). 1969년, 폭스바겐 AG는 NSU 모토렌베르케 (방켈 엔진 개발사)를 인수하여 아우토우니온과 합병했지만, Ro80 로터리 엔진 세단 (10년 전 출시 당시 유럽 올해의 차 수상)의 생산이 실망스러운 판매량과 신뢰성 부족으로 인해 1977년까지 중단되면서 NSU 이름은 사라졌다.
포드는 1967년에 독일 및 영국 사업을 합병하여, 독일 및 영국 공장에서 동일한 자동차를 생산할 의도였다. 포드는 또한 1963년에 헹크, 벨기에에 공장을 열었다. 1976년에는 스페인, 발렌시아에도 공장을 열어 새로운 피에스타 슈퍼미니 (이 크기의 포드 중 어떤 나라에서도 처음으로 생산된 자동차)의 생산을 집중했다. 1967년에 출시된 에스코트는 독일과 영국 공장에서 모두 생산된 첫 번째 새로운 포드였다. 1969년 초, 포드는 새로운 스포츠 쿠페인 카프리를 출시했는데, 에스코트와 마찬가지로 유럽 전역에서 생산되었다. 1970년의 포드 20M은 영국 코티나 MK3와 동일한 기본 디자인을 사용했지만, 외부 스타일링이 약간 달랐는데, 이러한 스타일링 차이는 1976년 타우누스 출시와 함께 해소되었다. 포드의 새로운 플래그십 모델인 그라나다는 1972년 초부터 영국, 독일, 스페인에서 생산되었지만, 영국 생산은 몇 년 후 중단되었다.

### 1970년대

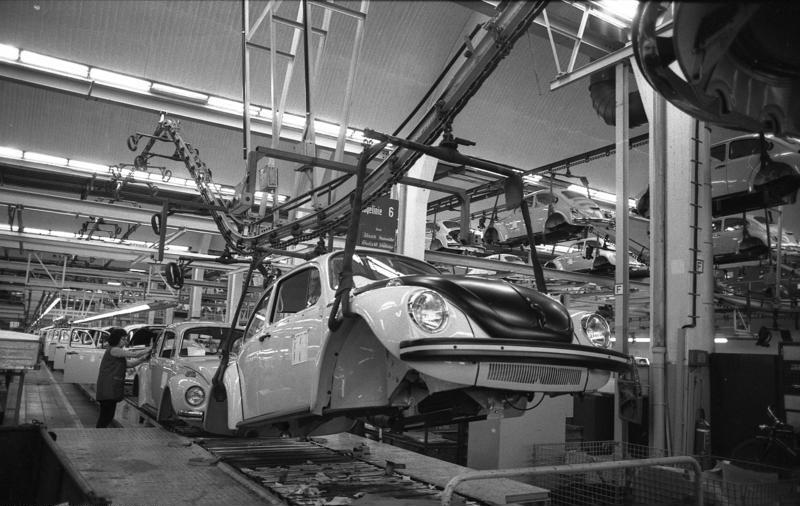
1973년 폭스바겐 조립 라인

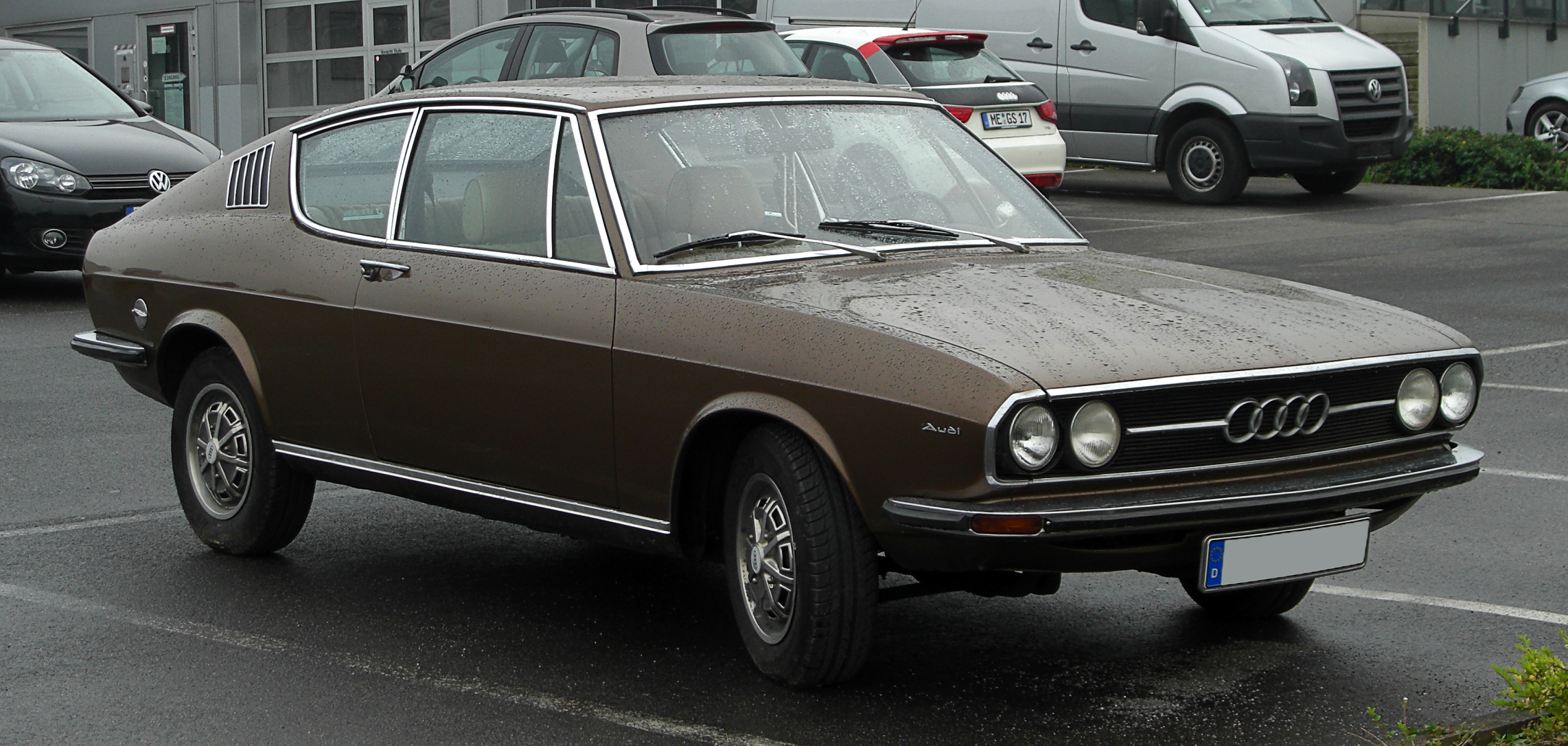
아우디 100 쿠페 S (C1)

폭스바겐은 1970년대 초 심각한 재정난에 직면했다. 노후화된 비틀은 여전히 전 세계적으로 잘 팔렸지만, 신형 모델들은 성공적이지 못했다. 그러나 1973년 인기 있는 파사트, 1974년 골프, 1975년 폴로가 출시되면서 회사는 부활을 맞았다. 이 모든 자동차들은 1965년 프랑스의 르노가 R16으로 처음 특허를 낸 후 유럽 전역에서 인기를 끌고 있던 새로운 전륜구동 해치백 레이아웃을 특징으로 했다. 폴로는 폭스바겐의 새로운 엔트리급 모델이었고, 피아트 127과 르노 5와 같은 현대적인 소형 해치백을 직접 겨냥했다. 중형 골프는 비틀을 궁극적으로 대체할 자동차로 여겨졌으며, 유럽에서 이 크기의 첫 인기 해치백이었다. 이는 1980년대 초까지 대부분의 주요 자동차 제조업체가 비슷한 크기의 해치백을 갖게 되는 계기가 되었다. 비틀의 독일 생산은 1978년에 종료되었지만, 멕시코와 브라질에서는 2003년까지 계속 생산되었으며, 마지막 25년 동안 소수의 모델이 독일과 유럽의 나머지 지역으로 수입되었다. 파사트는 포드 20M/코티나, 오펠 아스코나 (1975년부터 영국에서 복스홀 카발리에로 판매) 및 르노 12와 같은 전통적인 대형 세단에 대한 보다 진보된 대안으로 판매되었다.
1974년의 시로코 쿠페는 포드 카프리와 오펠 만타 등과 경쟁하며 소형 스포츠카 시장에서도 성공을 거두었다. 파트너 회사인 아우디도 100 시리즈 (1968년 출시)와 소형 80 (1972년 출시, 유럽 올해의 차 선정)의 성공 덕분에 상승세를 누렸다. 새로운 아우디 모델 두 가지 모두 전륜 구동을 특징으로 했다. 폭스바겐 폴로는 사실 아우디 50의 리배지 버전이었지만, 아우디 원본은 폭스바겐보다 판매가 부진했으며 특정 시장에서만 판매되었다.
폭스바겐과 아우디는 1970년대 해외 시장에서 인기가 급상승했으며, 이는 1980년대 내내 계속되었다. 아우디는 1968년에 호평을 받은 대형 세단 모델인 아우디 100을 출시했고, 4년 후에는 더 작은 아우디 80을 출시하여 1973년 유럽 올해의 차 상을 수상했다. 1980년, 아우디는 전륜 구동 쿠페와 사륜 구동 고성능 버전인 콰트로로 스포츠카 시장에 진출했다. 콰트로 사륜 구동 시스템은 나중에 아우디의 세단 모델에도 채택되었다.
1970년대와 1980년대 초반, 제너럴 모터스는 오펠과 영국 복스홀 브랜드를 통합하여 디자인을 공유하고 이름만 다르게 했다. 폭스바겐의 최신 디자인과의 치열한 경쟁에 직면한 제너럴 모터스는 1979년에 최신 버전의 오펠 카데트를 시작으로 전륜 구동 해치백으로 전환했으며, 1981년에는 새로운 아스코나 (영국 시장에서는 복스홀 카발리에 이름을 유지)를 출시했다. 1982년에는 스페인, 사라고사에 새로운 공장을 열어 새로운 오펠 코르사 슈퍼미니를 생산했다. 이 차는 나중에 영국으로 복스홀 노바라는 이름으로 수입되었다. 카데트/아스트라 및 아스코나/카발리에 모델의 생산은 독일, 벨기에, 스페인 및 영국 공장으로 분산되었다. 복스홀 칼튼은 1978년 출시 이후 잠시 영국에서 생산되었지만, 몇 년 내에 생산은 완전히 독일로 집중되었으며, 그곳에서 동일한 오펠 레코드와 함께 생산되었다.

### 1980년대 및 1990년대

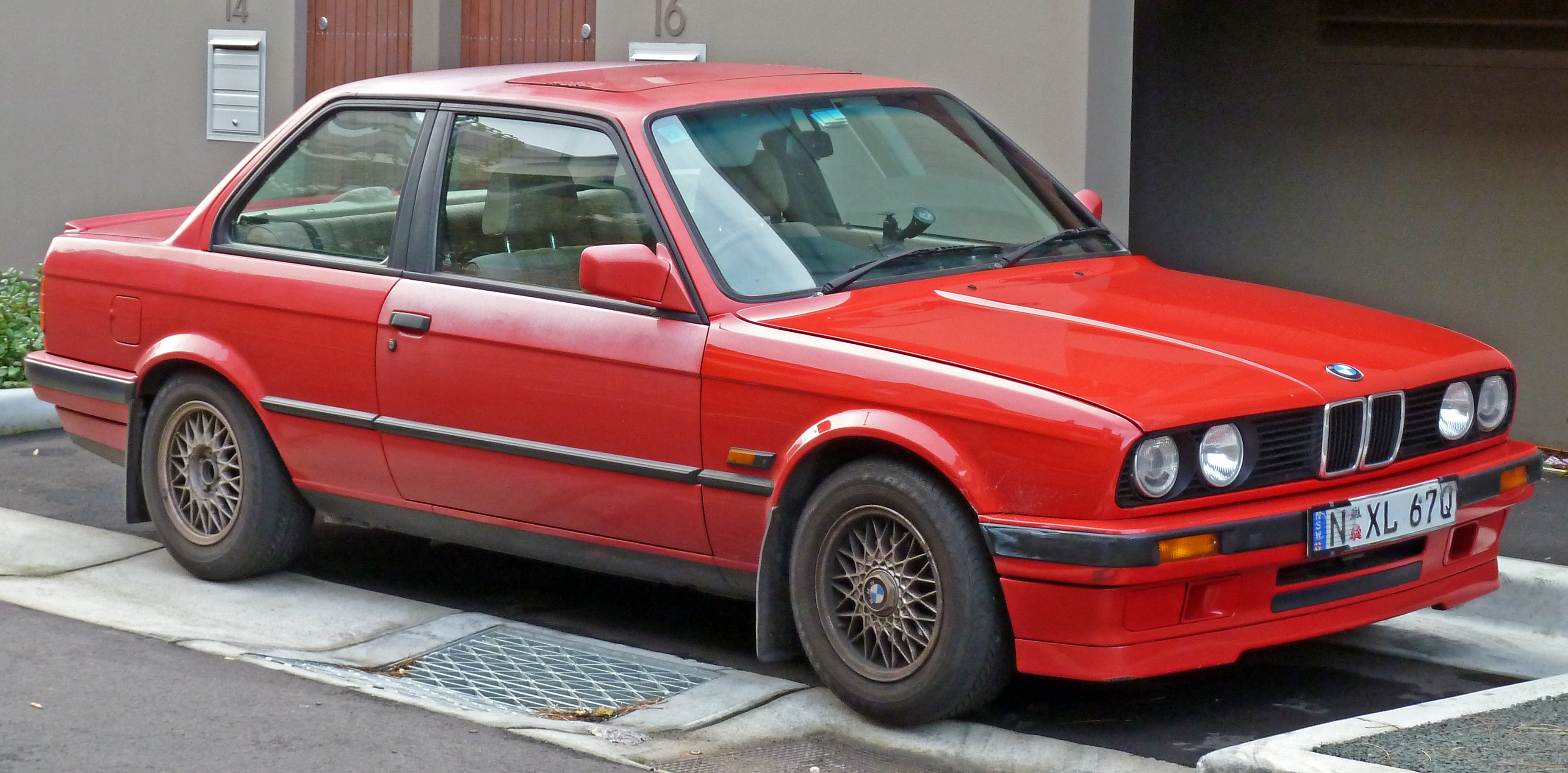
BMW 3 시리즈 (E30)

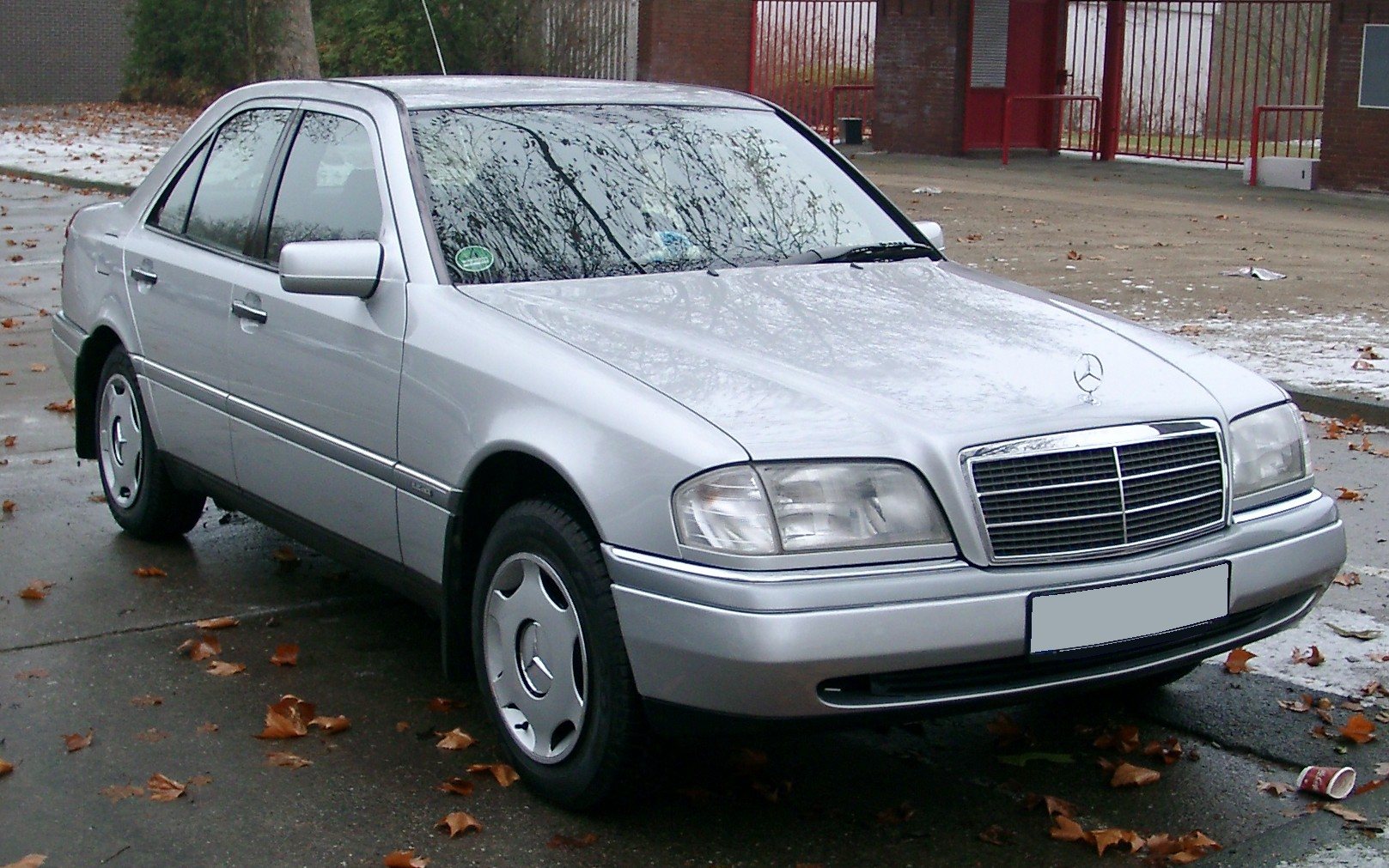
메르세데스-벤츠 C-클래스 (W202)

오펠 카데트의 최종 버전은 1984년 출시 당시 유럽 올해의 차로 선정되었고, 2년 후에는 오펠 레코드의 후속 모델인 오메가도 같은 영예를 안았다. 아스코나의 후속 모델인 벡트라 (영국에서는 여전히 복스홀 카발리에)는 1988년에 출시되었지만, 피아트 티포에 밀려 유럽 올해의 차 수상에는 실패했다.
1970년대부터 1980년대까지 자동차 디자인에 급진적인 변화가 일어나자 포드는 모델 라인업을 대폭 변경하여 대응했다. 1976년 피에스타 슈퍼미니를 출시한 후, 1980년 출시된 MK3 에스코트에 전륜 구동 및 해치백 방식을 적용했고, 1982년에는 타우누스/코티나를 시에라로 교체하기로 결정했다. 이로써 매우 인기 있던 세단 형식은 공기역학적인 해치백으로 바뀌었지만, 세단 버전은 1987년에 추가되었다. 1983년, 포드는 가족 세단에 대한 지속적인 수요에 대응하여 에스코트의 세단 버전인 오리온을 출시했다. 스콜피오는 1985년에 그라나다를 대체하여 포드의 유럽 플래그십 모델이 되었고, 독일 쾰른 공장에서만 생산되었다. 스콜피오는 원래 해치백으로만 출시되었지만, 그 인기에 힘입어 포드는 1990년에 세단 모델을, 1992년에는 에스테이트 모델을 출시하여 스콜피오 라인업을 확장했다. 스포츠 쿠페에 대한 수요 감소로 인해 포드는 1986년 이후 단종된 카프리를 직접적으로 대체하지 않기로 결정했다.
1970년대에 활력을 되찾은 폭스바겐은 1980년대 상반기에 모델 라인업을 현대화했으며, 독일과 대부분의 다른 유럽 시장에서 계속해서 강세를 보였다. 폴로, 파사트, 시로코는 모두 1981년에 2세대 모델이 출시되었고, MK2 골프는 1983년에 출시되었다. MK1 골프의 세단 버전인 제타는 1979년부터 출시되었고, MK2 제타는 1984년에 출시되었다. 1988년에는 MK3 파사트와 새로운 쿠페인 코라도가 출시되었는데, 이 코라도는 구형 모델이 1992년에 단종될 때까지 시로코와 함께 생산되었다.
폭스바겐 폴로는 1990년에 업데이트되었고, 1994년에 완전히 새로운 모델이 출시되었으며, MK3 골프는 1991년 출시 직후 유럽 올해의 차로 선정되었다. MK3 골프의 세단 버전인 벤토는 1992년에 출시되었다. 파사트는 1993년에 업데이트된 후 1996년에 완전히 새로운 모델이 출시되었다. 코라도는 1996년에 즉각적인 후속 모델 없이 단종되었다. 폭스바겐은 1995년에 MPV 시장에 샤란을 출시했으며, 포르투갈에서 포드와의 합작으로 생산되었는데, 포드는 동일한 갤럭시를 생산했다. 새로운 비틀은 전륜 구동과 전방 엔진을 특징으로 1998년에 출시되었지만, 기존 모델의 후기 버전과 마찬가지로 독일이 아닌 멕시코에서 생산되었다. MK4 골프는 1997년 후반에 출시되었고, 1년 후에는 세단 버전인 보라가 출시되었다.
BMW와 메르세데스-벤츠는 이 기간 동안 세단과 쿠페에 후륜 구동을 고수했다. 그러나 BMW는 1980년대와 1990년대 초에 모델 라인업을 더욱 포괄적으로 개발했다. 1975년에 출시된 오리지널 BMW 3 시리즈는 2도어 세단 또는 카브리올레로 판매되었다. 하지만 1982년에 출시된 2세대 모델은 결국 4도어 세단과 5도어 에스테이트로도 출시되었으며, 1990년대에는 3세대 모델 라인업에 3도어 해치백도 포함되었다. 1972년에 출시된 중형 모델인 BMW 5 시리즈는 첫 두 세대 동안은 4도어 세단으로만 판매되었지만, 3세대 모델은 1991년부터 에스테이트로도 출시되었다.
서독은 동독에 비해 기술적으로 훨씬 발전해 있었는데 (1980년대에는 연간 자동차 생산량이 서독 450만 대 이상, 동독 20만 대 미만), 이러한 격차는 1990년 독일의 재통일로 끝났다.
1980년대와 1990년대 동안 독일 자동차 산업은 전 세계적으로 대규모 인수 및 국제 확장을 단행했다. 직접 수출 외에도 독일 제조업체들은 유럽, 아시아, 라틴 아메리카 국가 및 미국에 공장을 설립하거나 인수했다. 멕시코, 브라질, 중국, 튀르키예, 일부 사회주의권 동유럽 국가의 자동차 산업은 독일 투자의 상당한 지분을 얻었다.
폭스바겐은 1984년 상하이 자동차 산업 공사와 합작 투자 (이름: 상하이 폭스바겐)를 설립했고, 1990년에는 제일-폭스바겐 모터스를 설립하여 중국에서 폭스바겐과 아우디를 생산했다. 폭스바겐은 또한 1986년 스페인의 세아트와 1991년 체코슬로바키아의 스코다를 인수하여 이들 제조업체의 모델 범위를 개선하고 유럽 전역에서 시장 점유율을 크게 높이는 데 기여했다. 폭스바겐은 세아트를 인수한 후 폴로 생산을 스페인의 세아트 공장으로 옮겼고, 1993년 세아트 이비자는 다음 해의 새로운 폴로의 기반이 되었다.
폭스바겐은 또한 여러 브랜드에 걸쳐 부품을 활용했다. 예를 들어, 2000년까지 폭스바겐 골프의 플랫폼은 아우디 A3, 아우디 TT, 세아트 톨레도, 세아트 레온, 스코다 옥타비아 및 폭스바겐 보라를 탄생시켰다.
1990년대 말까지 폭스바겐은 럭셔리 및 슈퍼카 시장으로 진출하여 영국의 벤틀리와 이탈리아의 부가티 및 람보르기니 브랜드를 인수했다.
포드는 1980년대 말부터 시에라 생산을 독일과 영국이 아닌 벨기에에 집중시켰고, 그 후속 모델인 몬데오는 1992년 말경 생산에 들어갔을 때 벨기에에서만 생산되었다. 에스코트는 2000년까지 유럽 전역에서 생산되었지만, 그 후속 모델인 1998년 출시된 포커스는 유럽 구매자들을 위해 독일에서만 생산되었다. 스콜피오는 1998년에 단종되었고 직접적인 후속 모델은 없었으며, 포드는 잠재적인 스콜피오 구매자들을 더 작은 몬데오의 고급 사양 버전으로 유도했다. 스콜피오의 단종은 포드가 이미 이그제큐티브 카 시장에서 강한 입지를 가지고 있던 볼보를 인수하고, 1989년에는 영국의 럭셔리 자동차 제조업체인 재규어를 인수하여 재규어 S-타입을 출시하려던 시기와 거의 동시에 일어났다.
1990년대 초, 포드와 폭스바겐은 같은 공장에서 동일한 기본 디자인으로 MPV를 함께 생산하는 합작 투자를 합의했다. 이 합작 투자의 결과는 포드 갤럭시와 폭스바겐 샤란이었지만, 이 차량들은 1995년 출시부터 독일이 아닌 포르투갈에서 생산되었다. 이들은 1년 후에 세아트 알함브라에 의해 합류되었다.

### 21세기

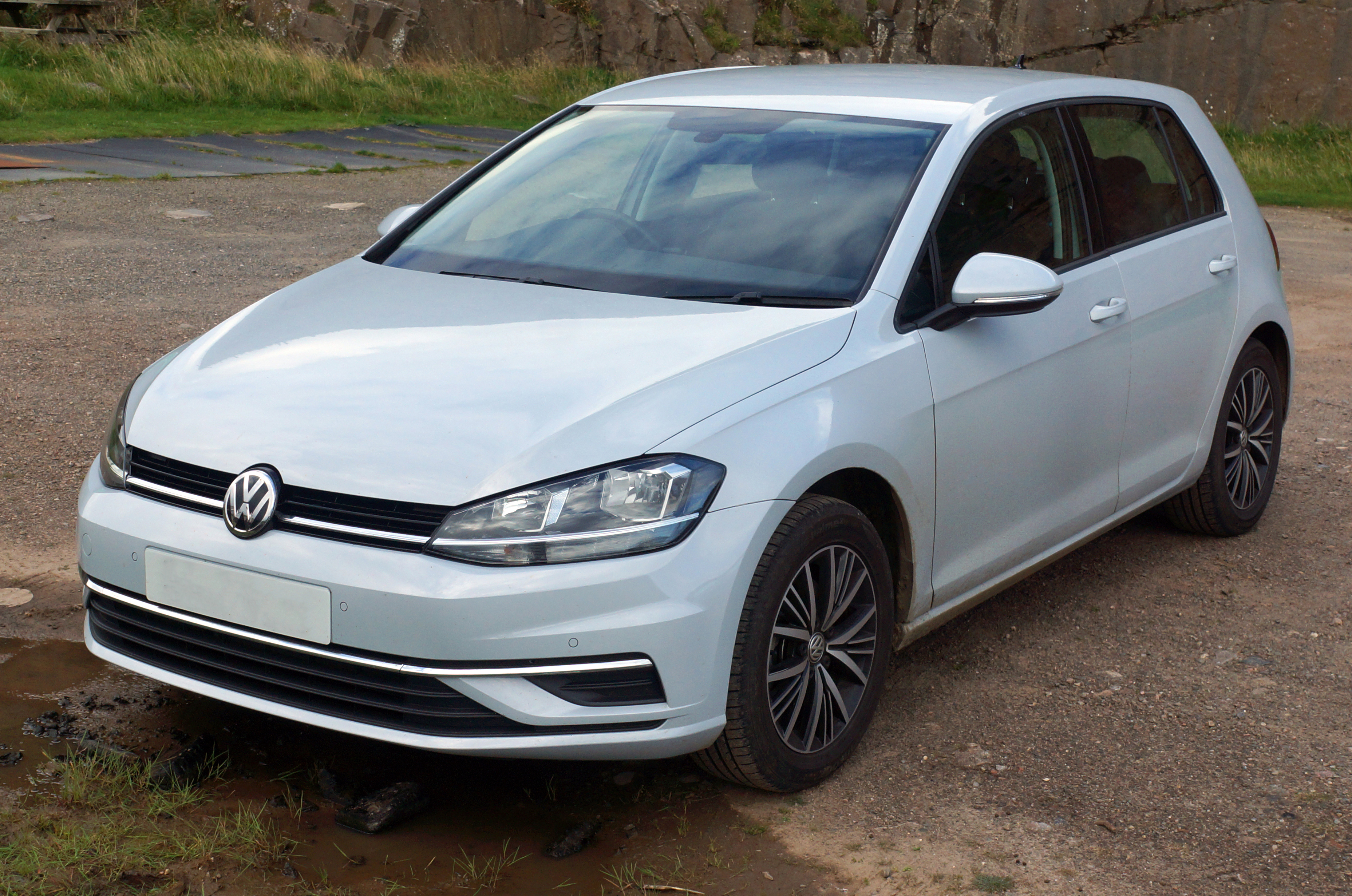
2017년 폭스바겐 골프 VII, 볼프스부르크와 츠비카우에서 제조

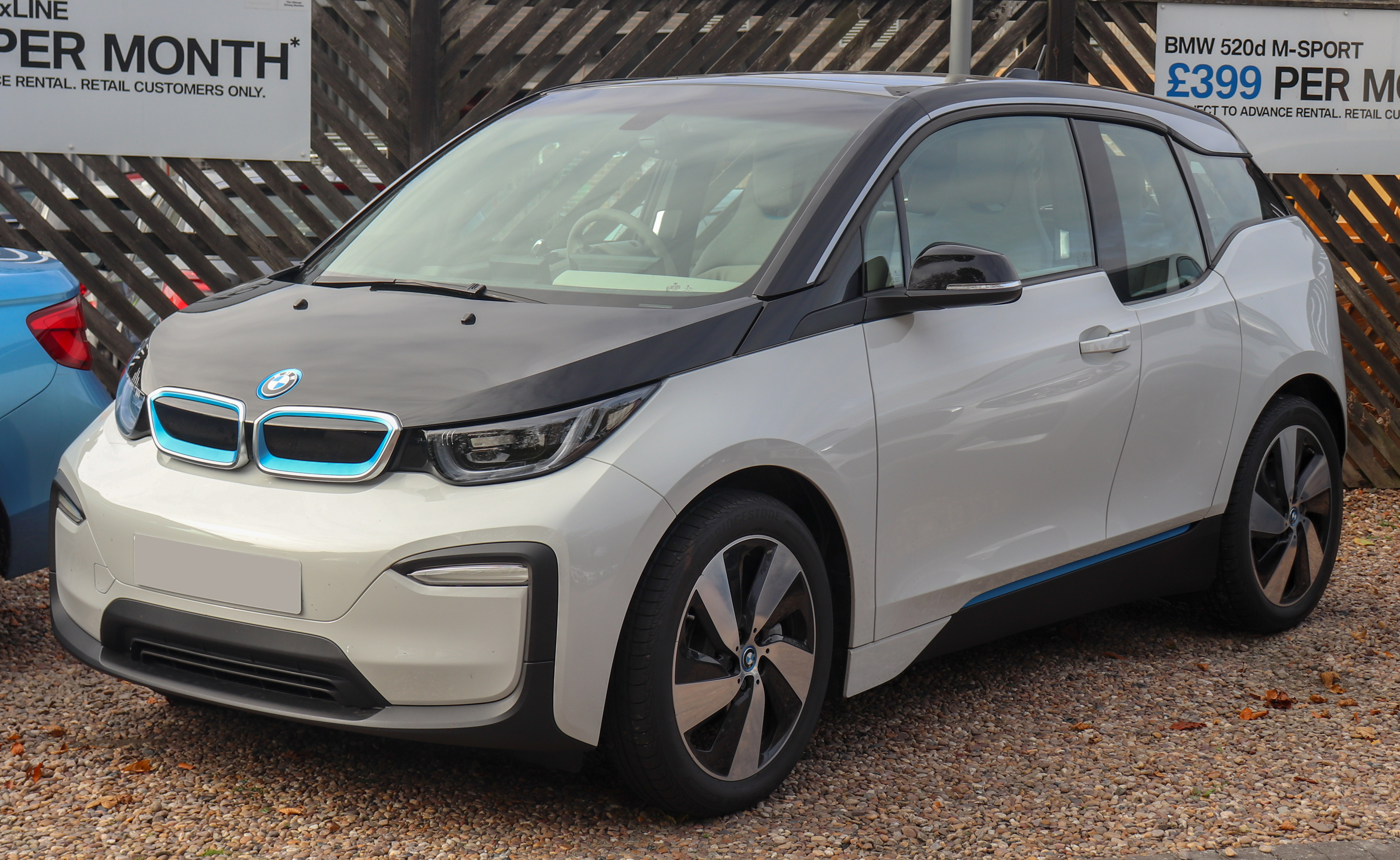
2014년부터 2016년까지 전 세계에서 세 번째로 많이 팔린 전기자동차인 BMW i3

BMW는 1994년 영국의 로버 그룹을 인수했지만, 막대한 손실로 인해 2000년에 매각되었다. 그러나 BMW는 2001년부터 영국에서 생산된 새로운 자동차 라인업을 위해 미니라는 이름을 유지했다. 1990년대 동안 BMW는 사우스캐롤라이나주 스파튼버그군에 SUV 생산 시설을 열었다. BMW는 또한 2003년부터 유효한 롤스로이스 자동차 이름을 인수했으며, 같은 해 중국에 BMW 브릴리언스라는 합작 투자를 설립했다. 다임러-벤츠는 1998년 크라이슬러 코퍼레이션과 처음에는 "대등한 합병"이라고 불리는 합병을 체결했다. 그러나 문화적 차이와 운영 손실로 인해 2007년에 해산되었지만, 다임러-벤츠는 크라이슬러의 중국 합작 투자사를 유지하여 베이징 벤츠로 이름을 변경했다. 이 회사는 또한 1998년 스마트를 출시하고 2002년 마이바흐 브랜드를 재출시했다. 또한 1990년대 동안 앨라배마주 터스컬루사군에 SUV 생산 시설을 열었다.
2012년 7월 5일, 폭스바겐 AG는 포르쉐와의 거래를 발표하여 2012년 8월 1일 폭스바겐이 포르쉐를 완전히 소유하게 되었다. 이 거래는 거래의 일부로 단일 주식 이전이 포함되었기 때문에 인수가 아닌 구조조정으로 분류되었다. 폭스바겐 AG는 소유하지 않던 나머지 50.1%에 대해 포르쉐 주주들에게 56억 1천만 달러를 지불했다.
현재 독일의 자동차 산업은 5개의 독일 기업과 7개의 브랜드가 지배하고 있다: 폭스바겐 AG (및 자회사 아우디와 포르쉐), BMW, 다임러 AG, 오펠과 포드-베르케 GmbH. 2014년에 독일에서 거의 6백만 대의 차량이 생산되었지만 2020년에는 370만 대로 감소했으며, 독일 브랜드에 의해 해외에서 약 550만 대가 생산된다. 미국, 중국, 일본과 함께 독일은 세계 4대 자동차 제조업체 중 하나이다. 폭스바겐 그룹은 세계 3대 자동차 회사 중 하나이다 (토요타 자동차 및 제너럴 모터스와 함께).
쉐보레 볼트와 GM 볼텍 파워트레인 기술은 전직 독일 오펠 엔지니어 프랑크 베버와 그의 팀에 의해 처음 발명 및 개발되었으며, GM의 전기차 개발의 가장 중요한 부분 중 일부는 독일에서 이루어졌다.
2019년 11월, 테슬라 Inc.는 베를린 근처 그륀하이데에 첫 유럽 "기가팩토리" (테슬라 CEO 일론 머스크가 언급한 자동차 배터리 생산 시설) 건설을 발표했다. 초기에는 4,000명 이상의 직원을 고용할 예정이다.
2035년부터 독일에서 판매되는 모든 신차는 무공해 차량이어야 한다. 2024년 폭스바겐은 테슬라의 경쟁사인 전기차 제조업체 리비안과 합작 투자를 할 것이라고 발표했다.

## 공장

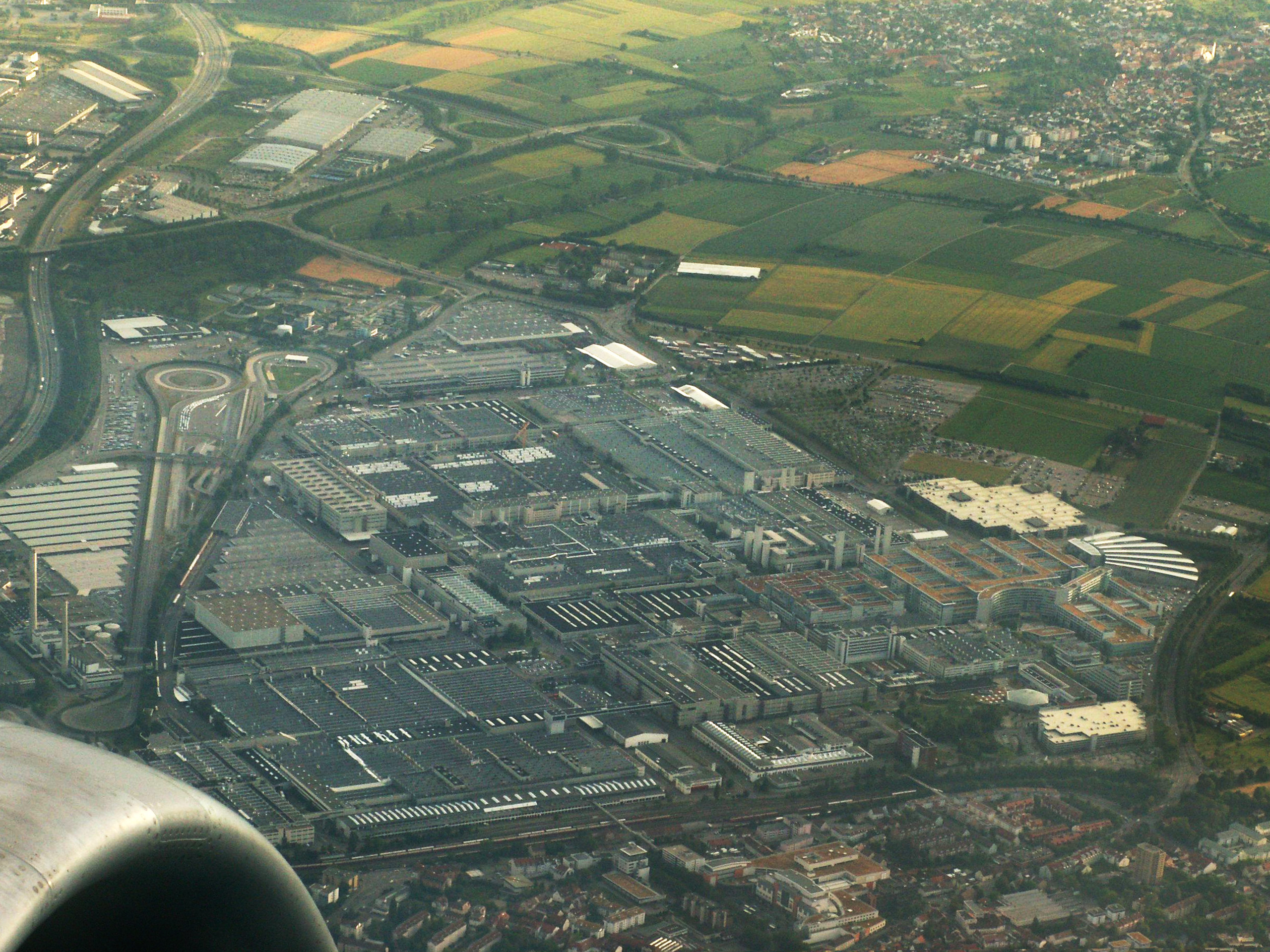
진델핑겐의 메르세데스-벤츠 공장

독일의 자동차 공장:

### 바덴뷔르템베르크
- 아팔터바흐: 메르세데스-AMG
- 가게나우: 메르세데스-벤츠
- 로르히: 빈츠 맞춤형 차량 (메르세데스-벤츠)
- 만하임: 메르세데스-벤츠, 세트라, 트럭 엔진, 이보버스
- 네카르줄름: 아우디
- 라슈타트: 메르세데스-벤츠
- 진델핑겐: 메르세데스-벤츠
- 슈투트가르트: 메르세데스-벤츠, 포르쉐
- 울름: 메르세데스-벤츠, 마지루스 소방차
- 바이스자흐: 포르쉐

### 바이에른
- 딩골핑: BMW
- 잉골슈타트: 아우디
- 뮌헨: BMW, MAN

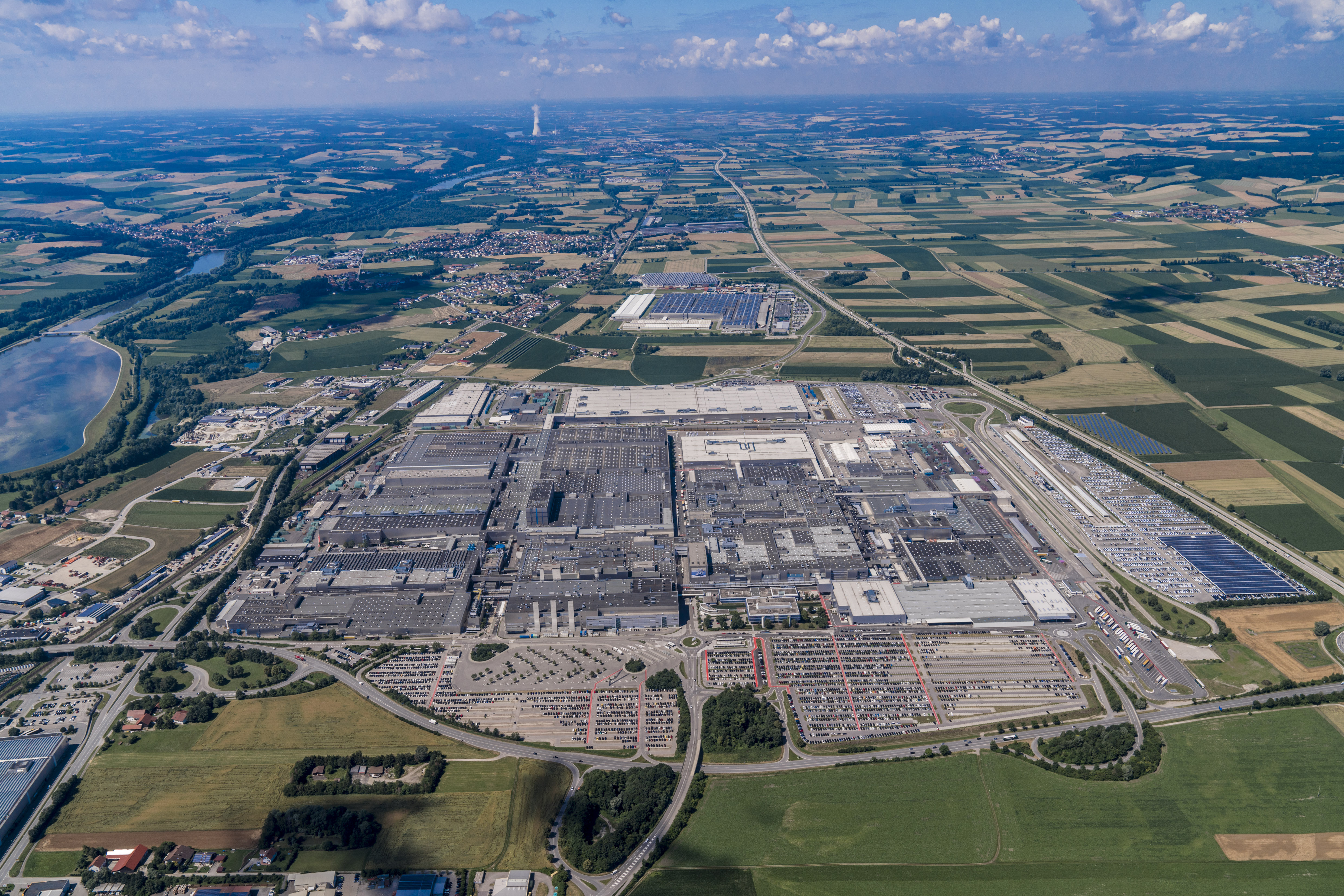
딩골핑 BMW 그룹 공장

- 노이울름: 메르세데스-벤츠, 세트라, 이보버스
- 뉘른베르크: MAN
- 파펜하우젠: RUF
- 레겐스부르크: BMW

### 브란덴부르크

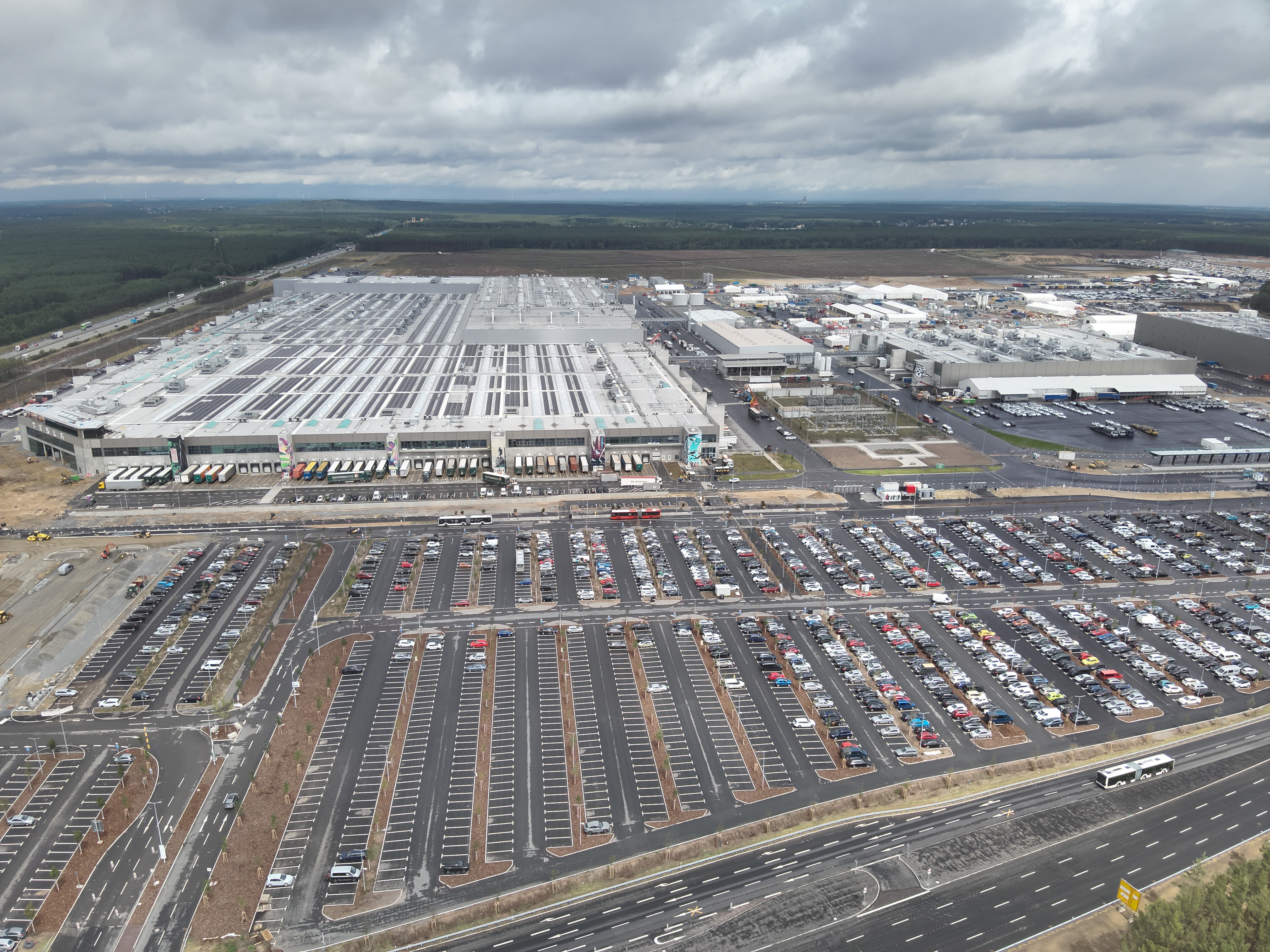
테슬라 베를린 브란덴부르크 기가팩토리

- 그륀하이데: 테슬라
- 루트비히스펠데: 메르세데스-벤츠

### 라인란트팔츠
- 카이저슬라우테른: 오펠
- 뵈르트 암 라인: 메르세데스-벤츠, 유니목

### 작센
- 켐니츠: 폭스바겐
- 드레스덴: 폭스바겐
- 라이프치히: BMW
- 라이프치히: 포르쉐
- 츠비카우: 폭스바겐

### 튀링겐

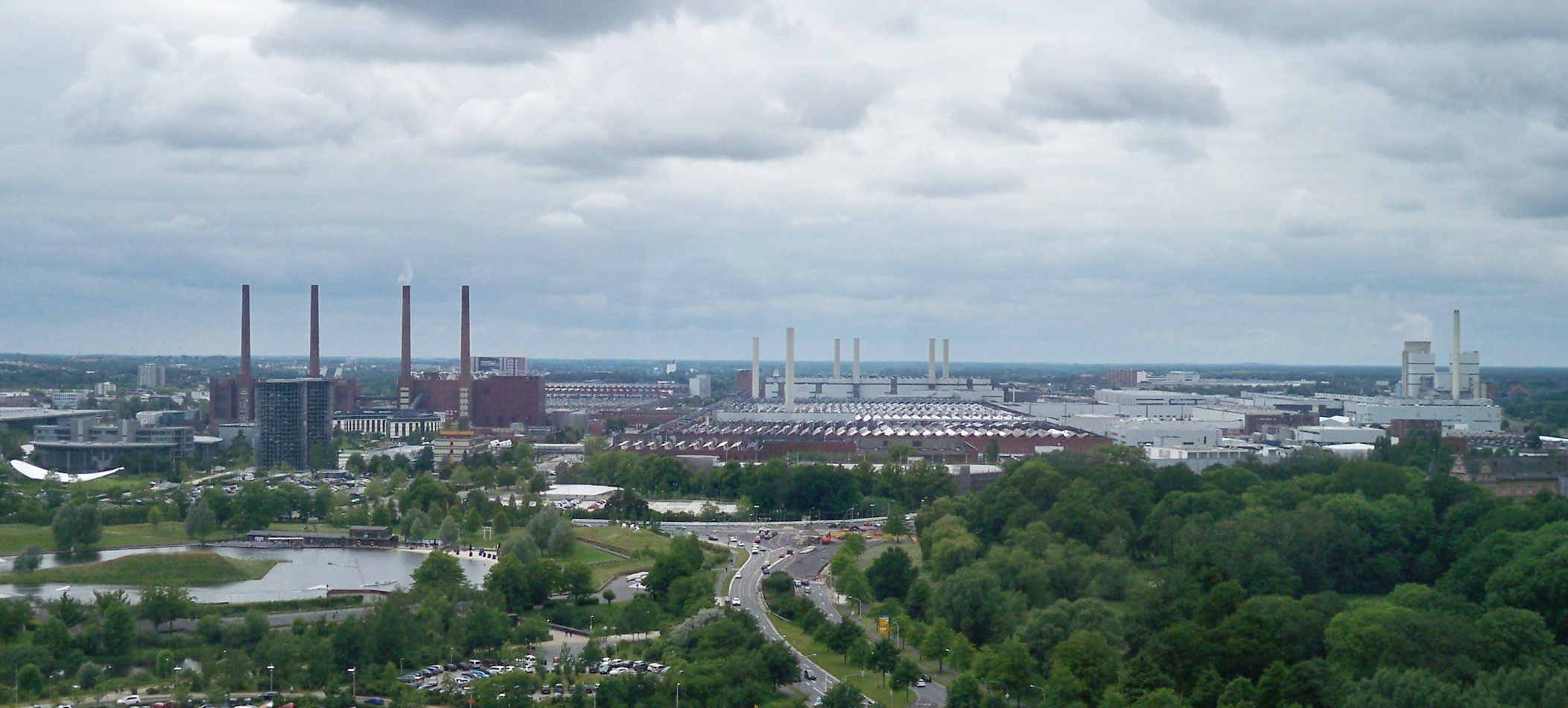
볼프스부르크 폭스바겐 공장

- 아이제나흐: 오펠
- 쾰레다: 메르세데스-벤츠

### 니더작센

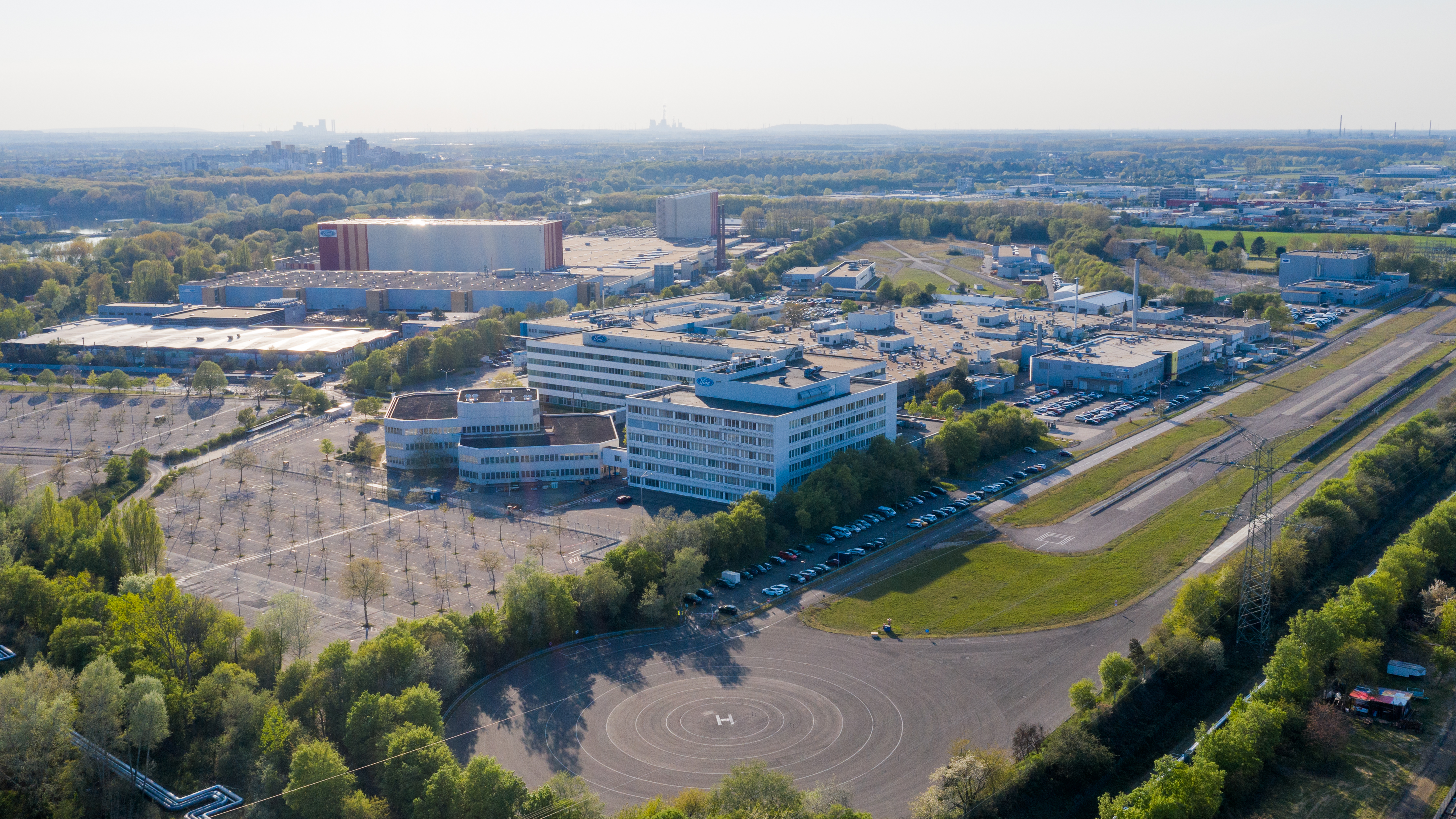
쾰른 포드 공장

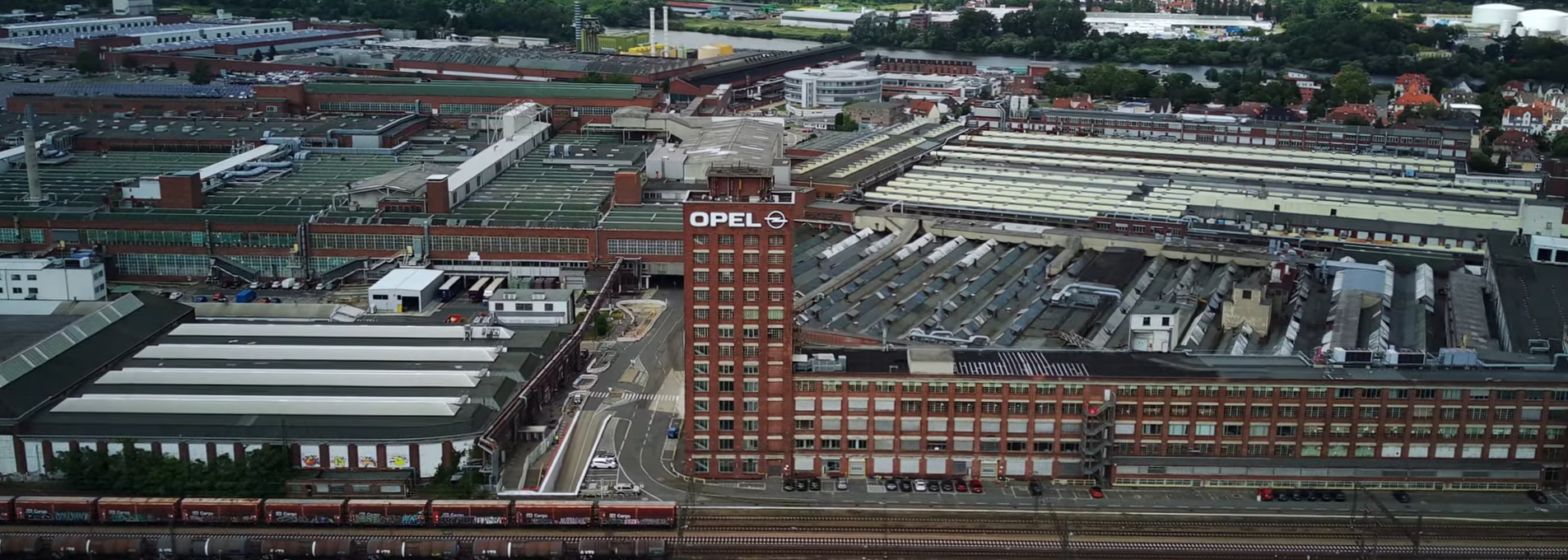
뤼셀스하임 오펠 공장

- 엠덴: 폭스바겐
- 하노버: 포르쉐, 폭스바겐
- 오스나브뤼크: 폭스바겐, 포르쉐
- 잘츠기터: MAN 대형 트럭
- 잘츠기터: 폭스바겐
- 볼프스부르크: 폭스바겐

### 노르트라인베스트팔렌
- 도르트문트: 메르세데스-벤츠, 이보버스
- 뒤셀도르프: 메르세데스-벤츠, 폭스바겐
- 쾰른: 포드

### 그 외 지역
- 브레멘: 메르세데스-벤츠
- 하이다: AC 오토모티브
- 뤼셀스하임: 오펠
- 자를루이: 포드

## 같이 보기
- 독일의 자동차 제조 기업 목록